# Geneviève Jeanson
Geneviève Jeanson (Lachine, 29 augustus 1981) is een voormalig professioneel wielrenster uit Canada. Ze vertegenwoordigde haar vaderland bij de Olympische Spelen van 2000 in Sydney. Aan de vooravond van de WK wielrennen van 2003 werd een te hoge hematocrietwaarde geconstateerd bij Jeanson, waardoor zij niet mocht starten bij de wereldkampioenschappen in eigen land.

## Erelijst
1998
- 3e in Wereldkampioenschap, individuele tijdrit, Junioren

1999
- 1e in Wereldkampioenschap, individuele tijdrit, Junioren
- 1e in Wereldkampioenschap, wegwedstrijd, Junioren

2000
- in Eindklassement Tour de Snowy
- 1e in WB-wedstrijd Waalse Pijl
- 2e in Canadees kampioenschap, individuele tijdrit, Elite
- 11e in Olympische Spelen, wegwedstrijd, Elite
- 15e in Olympische Spelen, individuele tijdrit, Elite
- 8e in Eindstand UCI Road Women World Cup

2001
- 1e in 1e etappe Redlands Bicycle Classic
- 1e in 3e etappe Redlands Bicycle Classic
- 1e in 4e etappe Redlands Bicycle Classic
- 1e in 6e etappe Redlands Bicycle Classic
- 1e in Eindklassement Redlands Bicycle Classic
- 1e in 1e etappe Tour of the Gila
- 1e in 2e etappe Tour of the Gila
- 1e in 3e etappe Tour of the Gila
- 1e in 5e etappe Tour of the Gila
- 1e in Eindklassement Tour of the Gila
- 1e in WB-wedstrijd Montréal
- 3e in Canadees kampioenschap, wegwedstrijd, Elite
- 2e in Canadees kampioenschap, individuele tijdrit, Elite
- 1e in Proloog Tour de Toona
- 1e in 4e etappe Tour de Toona
- 1e in Eindklassement Tour de Toona
- 14e in Eindstand UCI Road Women World Cup

2002
- 1e in 5e etappe Women's Challenge
- 2e in Eindklassement Women's Challenge
- 1e in 1e etappe Redlands Bicycle Classic
- 2e in Eindklassement Redlands Bicycle Classic
- 1e in 1e etappe Tour of the Gila
- 1e in 2e etappe Tour of the Gila
- 1e in 3e etappe Tour of the Gila
- 1e in 5e etappe Tour of the Gila
- 1e in Eindklassement Tour of the Gila
- 3e in WB-wedstrijd Montréal
- 1e in Proloog Le Tour du Grand Montréal
- 1e in Canadees kampioenschap, individuele tijdrit, Elite
- 24e in Eindstand UCI Road Women World Cup

2003
- 1e in Canadees kampioenschap, wegwedstrijd, Elite
- 2e in Canadees kampioenschap, individuele tijdrit, Elite
- 1e in 1e etappe Pomona Valley Stage Race
- 1e in 2e etappe Pomona Valley Stage Race
- 1e in Eindklassement Pomona Valley Stage Race
- 1e in Proloog Redlands Bicycle Classic
- 1e in 2e etappe Redlands Bicycle Classic
- 1e in 3e etappe Redlands Bicycle Classic
- 1e in 5e etappe Redlands Bicycle Classic
- 1e in Eindklassement Redlands Bicycle Classic
- 1e in 1e etappe Sea Otter Classic
- 1e in 2e etappe Sea Otter Classic
- 1e in Eindklassement Sea Otter Classic
- 1e in 1e etappe Tour of the Gila
- 1e in 2e etappe Tour of the Gila
- 1e in 3e etappe Tour of the Gila
- 1e in Eindklassement Tour of the Gila
- 1e in WB-wedstrijd Montréal
- 1e in Proloog Le Tour du Grand Montréal
- 1e in 1e etappe Tour de Toona
- 1e in 4e etappe Tour de Toona
- 2e in Eindklassement Tour de Toona
- 15e in Eindstand UCI Road Women World Cup

2004
- 1e in Proloog Redlands Bicycle Classic
- 1e in 1e etappe Redlands Bicycle Classic
- 3e in 2e etappe Redlands Bicycle Classic
- 2e in Eindklassement Redlands Bicycle Classic
- 1e in WB-wedstrijd Montréal
- 1e in 4e etappe Tour de Toona

2005
- 3e in Eindklassement Valley of the Sun Stage Race
- 1e in 1e etappe Tour of the Gila
- 2e in Eindklassement Tour of the Gila
- 1e in WB-wedstrijd Montréal
- 1e in Canadees kampioenschap, wegwedstrijd, Elite
- 2e in Canadees kampioenschap, individuele tijdrit, Elite
- 1e in Eindklassement Tour de Toona

- International Standard Name Identifier: 0000 0000 7318 1026
- Virtual International Authority File: 102837455
- WorldCat: E39PBJyCK7tktDFbJyP6cqCPcP